# Марьино (район Москвы)
Ма́рьино — район в Юго-Восточном административном округе и соответствующее ему внутригородское муниципальное образование в Москве. Расположен на левом берегу Москвы-реки. В последние годы в районе велось крупное жилищное строительство.
Население — 272 278 чел. (2024). Марьино является наиболее населённым районом Москвы. Площадь по данным Мосгорстата — 1198 га (по данным управы района — 1191,7 га).

## История
На территории района расположен памятник эпохи позднего средневековья (XIV—XVII вв.), требующий исследования, — селище в бывшей Марьиной деревне Марьино. Первые поселенцы появились в этих местах ещё в XII веке. От того времени дошли курганы славян-вятичей и остатки поселения. Более того, название речки Голедянка даёт основание предполагать, что до славян здесь жило балтское племя голядь.

### Деревня Марьино
Район Марьино получил название по находившейся ранее на его окраине деревне Марьино, названной так, видимо, по имени княгини Марии Ярославны, матери Ивана III, организовавшей поселение. Деревня находилась на северо-западе нынешнего района, в районе пересечения улиц Перерва и Подольской, и входила в состав Коломенской казённой волости.

Писцовая книга 1644 года, в которой впервые упоминается Марьино, показывает в деревне 9 дворов. В середине XIX в. в деревне числился 31 человек.

### Люблинские поля орошения
В 1892—1898 гг. на месте Чагинского болота были устроены гигантские очистные сооружения города — Любли́нские поля орошения, занявшие более тысячи гектаров площади. Здесь сточные воды проходили почвенную очистку (сквозь песок) и сбрасывались в Москву-реку. Здесь же впервые в мире был внедрён метод биологической очистки стоков. В 1911 году система московской канализации была удостоена Золотой медали на Международной выставке в Брюсселе. Поля орошения дали название двум известным в Москве улицам — Нижние Поля и Верхние Поля.

### После включения в состав Москвы
Территория современного района Марьино была включена в состав Москвы в 1960 году. Сначала она была отнесена к Ждановскому району Москвы (1960—1969), а затем — к Люблинскому району (1969—1991). На присоединённой территории было 5 номерных Марьино-Люблинских улиц (переименованы в 1964, упразднены в 1977 году).
С 1976 года на месте бывшей деревни Марьино, а также полей фильтрации развернулось массовое жилищное строительство. В частности, именно тут последний раз на территории Москвы в советские годы, массово строились 9-этажные жилые дома. Эту застройку (к западу от Люблинской улицы) обычно называют Старое Марьино.

### Создание района Марьино
В 1991 году в Москве была проведена административная реформа. Вместо прежних районов были образованы 10 административных округов, в том числе Юго-Восточный административный округ и в его составе временный муниципальный округ «Марьино». Территория временного муниципального округа, а также территория под застройку к востоку от него в 1995 году была включена в состав нового района Марьино.

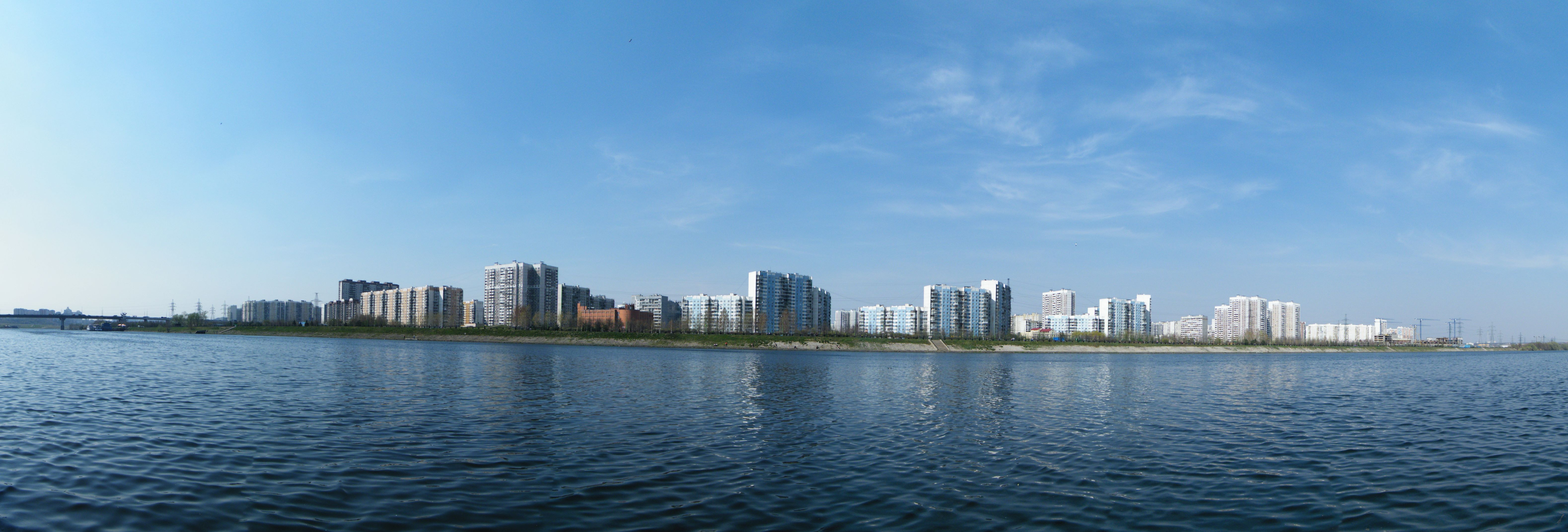
Район Марьино — панорама с берега реки.

### Современная история района
С 1994 года началась застройка микрорайона Марьинский Парк (проектное название Люблинские поля) на территории бывших Люблинских полей орошения. Согласно официальным данным с сайта управы района, жилой микрорайон Марьинский Парк был по итогам 2002 года признан «самым благоустроенным микрорайоном столицы». Это, однако, противоречит информации из документов Правительства Москвы и различных СМИ, согласно которым, первое место было решено не присуждать, а второе место досталось району Братеево.
В 1996 году в Марьино было построено метро; были открыты сразу две станции: «Марьино» и «Братиславская», обе принадлежат Люблинско-Дмитровской линии.

## Население
| 2002     | 2010     | 2012     | 2013     | 2014     | 2015     | 2016     |
| -------- | -------- | -------- | -------- | -------- | -------- | -------- |
| 206 388  | ↗247 479 | ↗248 917 | ↗249 947 | ↗251 042 | ↗251 522 | ↗252 437 |
| 2017     | 2018     | 2019     | 2020     | 2021     | 2023     | 2024     |
| ↗252 597 | ↗253 908 | ↗253 943 | ↗254 142 | ↗267 668 | ↗271 915 | ↗272 278 |

### Национальный состав
По итогам переписи населения 2020 года проживали следующие национальности (национальности менее 0,1 % и другое, см. в сноске к строке «Другие»):
| Национальность | Численность, чел. | Доля     |
| -------------- | ----------------- | -------- |
| Русские        | 130 316           | 48,69 %  |
| Татары         | 1780              | 0,67 %   |
| Армяне         | 1497              | 0,56 %   |
| Украинцы       | 1191              | 0,44 %   |
| Азербайджанцы  | 804               | 0,30 %   |
| Грузины        | 442               | 0,17 %   |
| Белорусы       | 377               | 0,14 %   |
| Узбеки         | 303               | 0,11 %   |
| Киргизы        | 294               | 0,11 %   |
| Другие         | 11 683            | 4.36 %   |
| Не указано     | 118 981           | 44.45 %  |
| Итого          | 267 668           | 100,00 % |

## Территория и границы
Граница района Марьино проходит по оси русла реки Москвы, далее по оси полосы отвода Курского направления МЖД, осям: Иловайской ул., ул. Нижние Поля и ул. Верхние Поля, далее по оси сливного канала до излучины реки Москвы.
Таким образом, район Марьино граничит на севере с районом Люблино, на востоке — с районом Капотня, на юге по руслу Москвы-реки — с районами Братеево и Москворечье-Сабурово, на западе — Печатники.

## Инфраструктура
На территории района функционируют три кинотеатра «Солярис» (кинотеатр в ТРК «БУМ»), кинотеатр «Экран» и «Мираж» (кинотеатр в ТРК «MARI»), Эстрадно-музыкальный театр «Импровизация», Ледовый Дворец спорта, Городской дворец творчества детей и молодёжи «Марьино», плавательный бассейн. В Марьино действуют два Центра социального обслуживания населения (ЦСО (недоступная ссылка — история). и ЭКЦСЗ), детский приют. Открыто множество предприятий торговли, основу которых составляют крупные сетевые магазины: гипермаркет «Ашан», четыре универсама «Перекрёсток»,, пять универсамов «Копейка», пять универсамов «Пятёрочка», «Магнит», «Сити-Стор», «М.Видео», «Эльдорадо», Billa и многие другие; бытового обслуживания (187); общественного питания (77) и 16 крупных торговых комплексов (ТРК «MARi», «Марьинский пассаж», «БУМ», «Люблю Молл» (бывший«Л-153»,) «Мариэль» и другие). Также на территории района построен развлекательный центр «Фэнтази Парк».
Жилой фонд района представлен в основном типовыми сериями жилых домов П-44, П-3, П-46, П-55, малоэтажными жилыми домами коттеджного типа (типовых серий «Бекерон», П-46М и ПД-1) и несколькими зданиями, построенных по индивидуальным проектам. Основная цветовая гамма застройки — светло-зелёная, коричневая, розовая. Практически все жилые дома являются панельными. Значительная часть домов (в основном, постройки до конца 1990-х годов) имеет окрашенные наружные панели, которые к настоящему времени облезли и выглядят неопрятно, но в настоящее время фасады активно обновляются.
На открытой в 1999-м году Братиславской улице расположено много крупных торговых предприятий.
Рядом с метро «Марьино» располагается важнейшая духовная достопримечательность — Храм «Утоли моя печали», построенный в 2001 году преимущественно за счёт благотворительных пожертвований коммерческих и строительных организаций, а также при непосредственном участии жителей района.

### Образование
На территории района функционируют 29 средних общеобразовательных школ и центров образования, 1 колледж, 2 гимназии, 1 лицей, 1 школа искусств, 51 детское образовательное учреждение,1 кадетская школа «Кадетский корпус Памяти Героев Сталинградской битвы», 6 библиотек, Нотная библиотека Российского государственного телемузыкального телерадиоцентра, филиал Детской музыкальной школы № 33, учебный корпус Московского нового юридического института, Евро-азиатская богословская семинария, Московская высшая школа бизнеса, Институт экономики и связи с общественностью, корпуса Православного Свято-Тихоновского Университета.

### Спорт
Детско-юношеская спортивная школа № 4 была открыта 30 декабря 1998 года приказом Комитета физической культуры и спорта города Москвы (№ 526 от 09.09.98г.) на базе крытого ледового катка «Марьино». В 2003 году школе было присвоено имя выдающегося спортсмена, заслуженного мастера спорта СССР Александра Павловича Рагулина. Юридический и фактический адрес школы — г. Москва, 109341, Мячковский бульвар, дом 10, корпус 3.
В школе 2 спортивных отделения: хоккей с шайбой и фигурное катание на коньках.
В апреле 2001 года на базе спортивного отдела Московского городского дворца творчества детей и молодёжи «Марьино» — (Центр творчества «Марьино») была создана детско-юношеская спортивная школа, куда вошли игровые виды спорта: софтбол, флорбол, индорхоккей, хоккей на траве, регби.
На базе ГОУ Московского городского дворца творчества Детей и молодёжи «Марьино» существуют секции «Пауэрлифтинг», «Атлетизм», клуб Каратэ-до «Ки-Ай-До», клуб акробатического рок-н-ролла «Планета», клуб спортивного танца «Марьино».
В парке им. 850 летия Москвы организуются условия для спортивного досуга. В летнее время функционируют роллердром, пейнтбольная площадка, площадки для настольного и большого тенниса, волейбола, баскетбола и бадминтона. Планируется создание конно-спортивного клуба и строительство легкоатлетического городка. Так же в парке находится школа автоспорта с отделениями картинга и мини-багги. В зимнее время заливается каток и прокладывается лыжня.. Катки также заливаются в зимнее время в Братиславском и Дюссельдорфском парках.
В Марьине работает множество фитнес-клубов.
11.09.2006 года в 10 микрорайоне Марьинского парка состоялась торжественная церемония открытия ВМХ-велодрома «Марьинский» и Чемпионат Москвы по ВМХ-велоспорту.
Плавательный бассейн «Марьино» открыт в 2005 году. Своим посетителям он предлагает для занятий чашу длиной в 25 метров и до 1,8 метра глубиной. Заниматься можно на 5 дорожках.

### Храм иконы Божией Матери «Утоли моя печали»

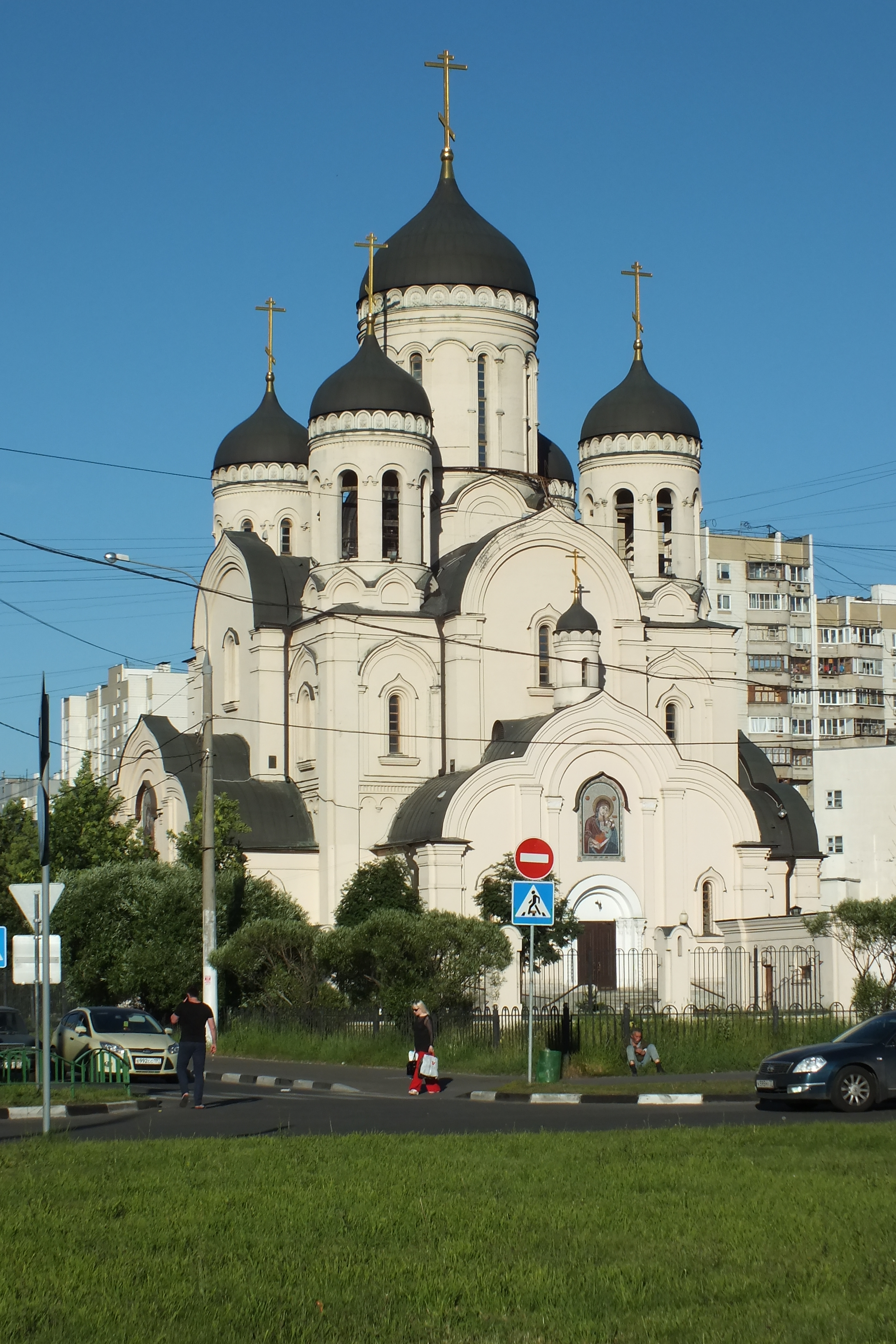
Храм иконы Божией Матери «Утоли моя печали» в Марьине

На территории района находится храм иконы Божией Матери «Утоли моя печали», по адресу: Марьинский бульвар, д. 1. Храм пятикупольный в русско-византийском стиле, построен в 1999—2001 годах по проекту архитектора А. Н. Оболенского. Главный купол — в центре, четыре расположены симметрично относительно него, образуя квадрат. Храм имеет две колокольни. Главный престол — иконы Божией Матери «Утоли моя печали».

### Музеи и памятники
- Памятник студенческим приметам. Открыт 27 июня 2008 года в Парке 850-летия Москвы[50].
- Музей меценатов (Школа Здоровья № 1959)

## Транспорт

### Метро
Крупнейший по населению район Москвы (соответствует населению таких городов, как Таганрог или Комсомольск-на-Амуре) обслуживается всего двумя станциями московского метрополитена, одна из которых («Братиславская») находится вблизи его северо-восточной границы. Бо́льшую часть пассажиропотока, и в особенности обслуживание кварталов к западу от Люблинской улицы, взяла на себя станция «Марьино» в центре района. Время, затрачиваемое на поездку на метро в условный центр города (до станции «Сретенский бульвар») — около 30 минут.

### Автомобильный транспорт
В районе действует развитая сеть наземного транспорта: основная транспортная нагрузка приходится на большое количество автобусных маршрутов. Фактически район связан с внешним миром всего тремя артериями: Люблинской улицей на север (к м. «Текстильщики» и Волгоградскому проспекту), Братеевским мостом на юг и ул. Верхние Поля — на восток, к МКАД. С запада Марьино изолировано Курской железной дорогой и рекой Москвой. Люблинская улица — магистраль общегородского значения — рассекает район на две части, одну из которых жители называют Старым Марьином, другую — Марьинским Парком или Новым Марьином (это разделение основано не только на географическом принципе, но также и на том, что районная управа у района одна — Марьино, а отделы внутренних дел, отделения миграционной службы и управления социальной защиты — свои в Старом Марьине и Марьинском Парке). Основные транспортные магистрали проходят по Люблинской улице, Новочеркасскому бульвару, Донецкой, Братиславской улицам, улицам Верхние Поля, Белореченская и Перерва.
Братеевский мост связывает район Марьино с районом Братеево и другими районами на правом берегу.

### Железнодорожный транспорт
Вблизи Иловайской улицы находится крупный железнодорожный узел — станция Люблино-Сортировочное. В пешеходной доступности — платформа Перерва, расположенная на Московско-Курском направлении. Имеется прямое беспересадочное сообщение с Рижским направлением.

### Водный транспорт
На территории парка им. 850-летия Москвы находятся недействующие причалы Марьино и Марьинский Парк.

## Парки, скверы и общественные пространства
Район Марьино располагает несколькими крупными парками, а также районными скверами и пешеходными зонами.
Парк имени 850-летия Москвы протянулся вдоль левого берега Москвы-реки. Был открыт в 1997 году в честь 850-летия города Москва. Какое-то время значительная часть парка была неблагоустроенной. В 2017—2018 парк был комплексно обновлен по программе мэра Москвы «Мой район». В парке привели в порядок более 5 км набережной, построили сцену с амфитеатром на 320 мест, открыли сухой светодинамический фонтан, обустроили 16 новых спортивных и 14 детских площадок. В парке располагаются памятник «Добрый Ангел Мира» авторства скульптора Зураба Церетели и памятник студенческим приметам.
Парк им. Героев Отечественной войны 1812 года — небольшая зелёная зона вблизи станции метро «Братиславская», бывший парк 42-го квартала Марьинского Парка. Парк был разбит с сохранением части старых посадок на месте бывших коллективных садов сотрудников Курьяновской станции аэрации МГП «Мосводоканал», возникших в 1939 году, и главного здания Люблинской станции аэрации. Площадь парка составляет около 2,78 га. Парковая зона оборудована площадкой для тихого отдыха, детской площадкой с игровым оборудованием, спортивной — для мини-футбола и хоккея, площадкой для выгула собак. Последнее частичное благоустройство и реконструкция парка проводятся в 2024 году.
Братиславский парк — рекреационное пространство на пересечении улицы Новомарьинская и Мячковского бульвара. Парк был официально открыт в 1998 году как символ дружбы между государствами Россия и Словакия и назван в честь словацкой столицы. В подтверждение этого установлен памятный камень с указанием того, что парк разбит по инициативе Министерства культуры Словакии. Площадь парка составляет около 7 Га. В центре парка расположен пруд с насыпной горкой, на вершине которого установлена ажурная беседка-ротонда. В парке обустроено футбольное поле с трибунами, есть велодорожка и несколько воркаутов. В западной части парка размещена большая детская площадка. Последний раз парк обновлялся в 2017 году.
Парк им. Артема Боровика был основан в 2000 году на пересечении улиц Братиславская и Перерва и в 2001 году назван в честь журналиста Артема Боровика, погибшего в авиакатастрофе 9 марта 2000 года. Площадь парка составляет чуть более 10 Га. В 2012 году парк был реконструирован. После этого благоустройство парка не проводилось. Памятный знак в виде пишущего пера, посвященный Артему Боровику, расположен при входе в парк со стороны дома № 13 по Братиславской улице.

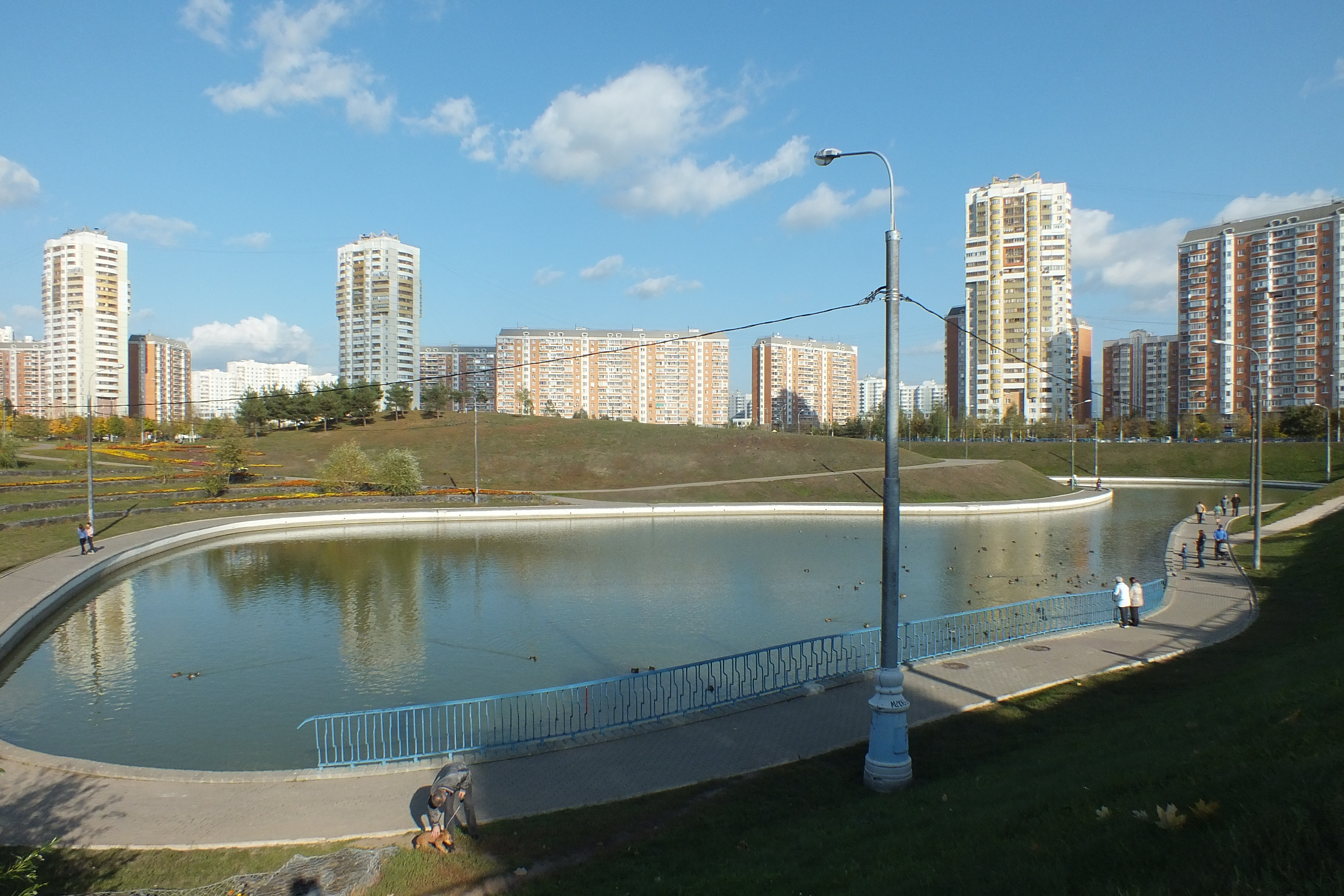
Дюссельдорфский парк (2019 г.);
см. ещё фото парка

Дюссельдорфский парк был основан в 2006 году и сначала по месту расположения назывался парком 10-го микрорайона Марьинского Парка. В 2009 году парк получил новое название в память о многолетних дружественных отношениях между городами Москва и Дюссельдорф. Символом этого стала установленная в парке популярная в Дюссельдорфе скульптура радшлегера — мальчика, делающего колесо. Площадь Дюссельдорфского парка составляет 9,4 Га. Парк представляет собой насыпной холм с искусственным прудом. При его обустройстве были использованы приемы ландшафтного дизайна, свойственные многим немецким городам. В 2019 году парк был благоустроен по программе создания комфортной городской среды «Мой район»: на холме оборудовали зону тихого отдыха, в северной части парка поставили 6 больших качелей с навесами, также в парке обустроили площадку для выгула собак, обновили детские и спортивные городки, установили сцену для массовых мероприятий, заменили старое освещение на 200 новых светодиодных фонарей.

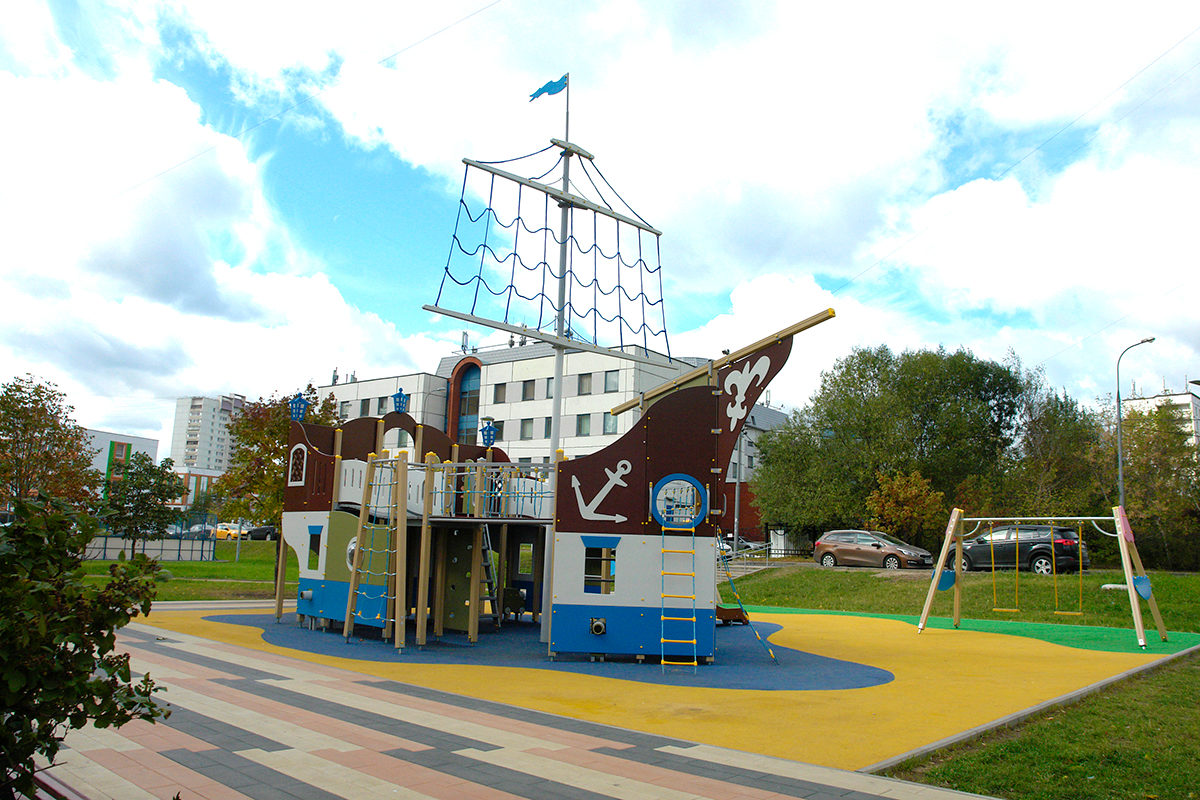
Аллея семьи (2019 г.)

Аллея семьи — пешеходная зона в границах улиц Верхние поля, Братиславская и Перерва. Появилась в районе Марьино в 2019 году в рамках реализации программы «Мой район», по сути стала продолжением Аллеи молодых семей, расположенной в соседнем районе Люблино. Пешеходное пространство оформлено дорожно-тропиночной сетью в плитке, спортивными зонами и детскими городками. На протяжении всей пешеходной зоны располагаются современные МАФы.
Аллея ветеранов — пешеходное пространство, связывающее парк им. Артема Боровика с улицей Белореченская. Аллея была открыта в 2006 году в честь 65-й годовщины битвы за Москву в Великой Отечественной войне. На Аллее располагаются: памятный камень о её заложении, 7 больших декоративных звезд с названиями городов-героев (установлены в 2014 году в канун 70-й годовщины Победы в ВОВ), а также информационные стенды, рассказывающие хронологию военных событий. Последнее благоустройство Аллеи ветеранов проходило в 2015 году, следующее запланировано на 2021 год.

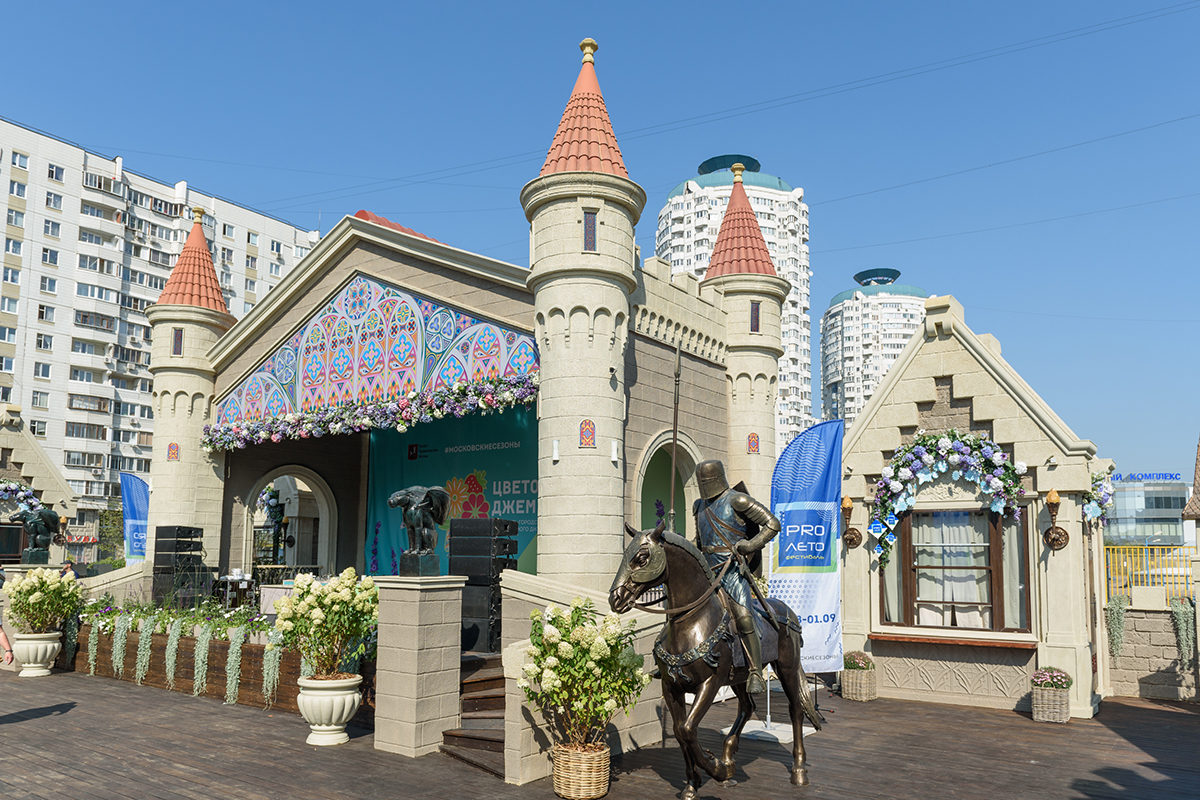
Фестивальная площадка «Московские сезоны» в средневековом стиле (2019 г.)

Фестивальная площадка на улице Перерва с ландшафтным парком «Серпантин» обустроена на месте бывшего пустыря вблизи пересечении улиц Люблинская и Перерва рядом со станцией метро «Братиславская» в 2019 году. Открыта 28 августа 2019 года под эгидой ежегодного фестиваля «Московские сезоны». Площадь собственно ландшафтного парка 6100 м², вместе с прилегающими газонами торгово-развлекательного комплекса «Московские ярмарки» — 10 070 м².
В парке высажены 172 дерева, 614 кустарников, около десяти тысяч многолетних цветов и других растений. Помимо этого сохранено несколько уже существовавших взрослых деревьев.
Автор проекта — британский ландшафтный дизайнер Мэтью Чайлдс, многократный победитель престижных садовых выставок и обладатель трёх золотых медалей Королевского общества садоводов. Он вдохновлялся идеей английского художника XVIII века Уильяма Хогарта о «линии красоты». Изогнутая основная пешеходная дорожка, проходящая через весь парк, вызывает желание пройти вглубь и отдохнуть среди цветников, заняться спортом, поиграть на детской площадке. По замыслу автора серпантин дорожки объединяет разные функциональные части парка так же, как сам парк призван объединить жителей района всех возрастов.
Здесь высадили типичные для средней полосы деревья и кустарники, бережно сохранив уже существующие взрослые деревья.
Вечнозелёные растения радуют посетителей парка уже ранней весной, сразу после схода снега. Небольшие зелёные холмы визуально преобразуют плоский ландшафт и объединяют открытые пространства с игровыми зонами и спортивными площадками. В парке установлены деревянные кольцевые скамейки, элементы подсветки дорожек и форсунки для полива газонов.. 21 декабря 2019 года на фестивальной площадке был открыт каток, а с 2024 года на его месте летом работает открытый плавательный бассейн.
Бульвар в 11-м микрорайоне — появился в 2021 году после благоустройства по программе «Мой район» нескольких прилегающих друг к другу дворов на улицах Новомарьинская, Белореченская и Марьинский парк. Общая площадь благоустройства составила 12 га. На бульваре обновили пешеходные тропы и замостили их плиткой, проложили веломаршруты. Появилось шесть детских площадок и воркаут-зона. Новые детские площадки оборудовали большим игровым комплексом, горками, песочницей, лазательной «паутиной», качелями-«гнездами» и балансирами. Кроме того, в центре бульвара установили цветущий «островок» из различных хвойных деревьев, кустарников и многолетних растений. Также максимально сохранили имеющуюся растительность и высадили новые деревья и кустарники. На территории всего променада есть порядка 5 зон для спокойного отдыха с садовыми скамейками и качелями с навесом от дождя и солнца.

## Перспективы строительства

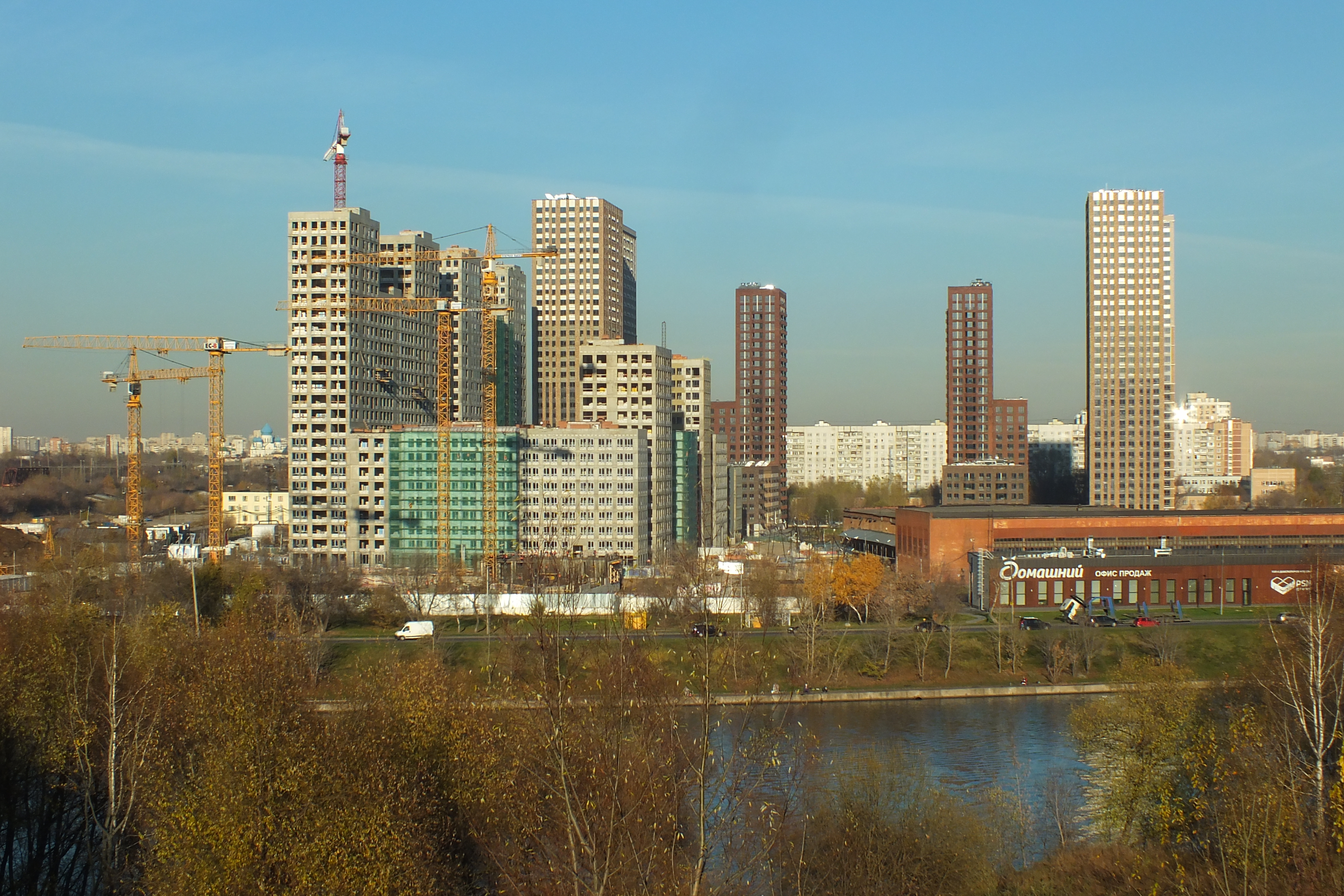
Строительство ЖК «Домашний» 5 ноября 2018 года

В Марьино в 2009 году завершены работы по строительству 23-этажного многофункционального комплекса «Первый деловой дом» на Братиславской улице, 6, и торгово-развлекательного центра «Мариэль» около станции метро «Марьино» (открыт в 2009 году), построен многофункциональный комплекс Mari на 3-м участке парка им. 850-летия Москвы на пересечении Поречной и Братиславской улиц (открыт в 2015 году). На пересечении улиц Перерва и Маршала Голованова предполагалось построить 42-этажный жилой дом, который должен был войти в так называемое «Новое кольцо Москвы», однако это решение было позднее отменено.

## Здравоохранение
На территории района действуют четыре поликлиники для взрослых (№ 9, 19, 36 и 185) и один онкологический диспансер (№ 5, бывшая поликлиника № 227) и шесть детских поликлиник (№ 36, 112, 136, 148 и 150).

## Известные люди из Марьино
- Навальный, Алексей Анатольевич[70]
- Lida (певец)
- Дора (певица)
- Thrill Pill (рэпер)
- Kedr Livanskiy (певица)[71]